# 121032 Wadesisler
121032 Wadesisler este o planetă minoră (asteroid) din Mars-crossing asteroid⁠(d). A fost descoperită pe 23 ianuarie 1999 la Catalina Station⁠(d) de Catalina Sky Survey. 
Obiectul prezintă o orbită caracterizată de o semiaxă mare de 1,825271476137 UAi, o excentricitate de 0,22, o înclinație de 40 ° în raport cu ecliptica.